# المرجة (أولاد امطاع)
المرجة هي إحدى مشيخات المملكة المغربية، تتبع جغرافيا لإقليم الحوز وإداريًا لأولاد امطاع. يقدر عدد سكانها بـ 4860 نسمة حسب الإحصاء الرسمي للسكان والسكنى لسنة 2004.